# Деландр (місячний кратер)
Кра́тер Дела́ндр (лат. Deslandres) — залишки гігантського стародавнього ударного кратера в екваторіальній материковій зоні видимого боку Місяця. Назву присвоєно в честь французького астронома Анрі-Александра Деландра (1853—1948) й затверджено Міжнародним астрономічним союзом у 1948 році. Утворення кратера відбулося у донектарському періоді.

## Опис кратера

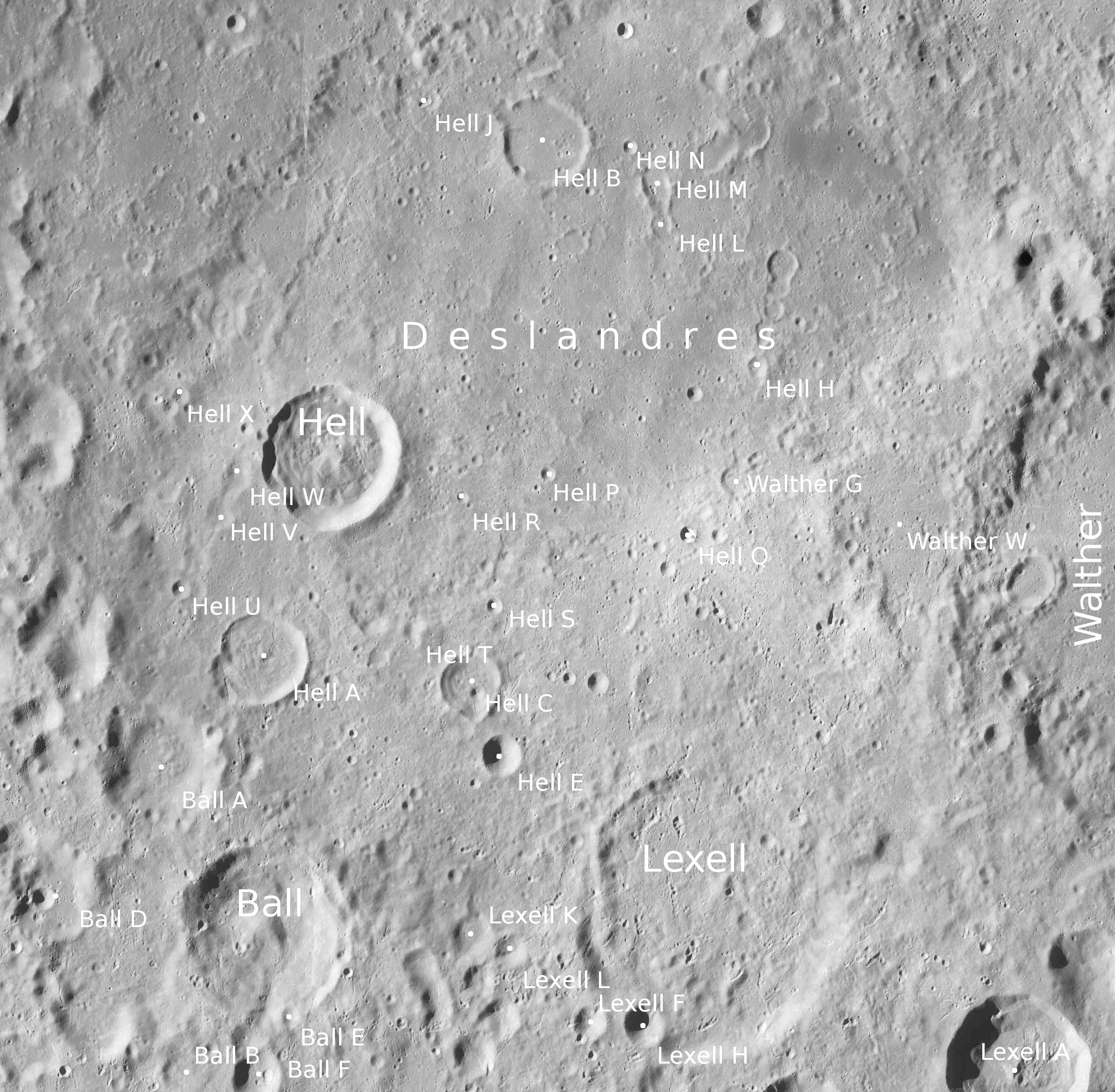
Околиці кратера Деландр. Світлина Lunar Reconnaissance Orbiter

Найближчими сусідами кратера є: кратер Гауріко на заході; кратер Пітат на північному заході; кратер Регіомонтан на північному сході; кратер Вальтер на сході; кратер Міллер на південному сході; кратер Оронцій на півдні і кратер Сассерід на півдні південному заході. В західній частині чаші кратера знаходиться кратер Гелл, в південно-східній — кратер Лексель, південно-західну частину валу перекриває кратер Болл. На північний захід від кратера Деландр лежить Море Хмар. Селенографічні координати центру кратера 32°33′ пд. ш. 5°34′ зх. д. / 32.55° пд. ш. 5.57° зх. д., діаметр 227,02 км, глибина 1,58 км. За своїми розмірами кратер є другим на видимому боці Місяця, поступаючись лише кратеру Байї.
За тривалий час свого існування кратер Деландр зазнав настільки сильних руйнувань, що до XX століття не вважався кратером, власну назву кратеру було запропоновано лише у 1942 році французьким астрономом грецького походження Еженом Мішелем Антоніаді. Вал кратера зберігся тільки в окремих місцях, висота залишків валу над навколишньою місцевістю сягає 2060 м. Північна і східна частини чаші кратера є відносно рівними, поцятковані безліччю дрібних кратерів. У північно-східній частині чаші знаходиться зона заповнена темним базальтом місячних морів. У східній частині чаші знаходиться зона з альбедо значно вищим ніж у навколишньої місцевості. Під час повні дана частина поверхні є однією із найяскравіших на видимому боці Місяця, що є ознакою того, що вона сформована відносно недавно. Іноді цю зону називають «яскравою плямою Кассіні», так як вперше вона була нанесена на мапи Місяця у 1672 році італійсько-французьким астрономом Джованні Кассіні. На дні чаші кратера Деландр знаходяться декілька цікавих ланцюжків кратерів. У центрі чаші розташовані слабко видимі залишки кратера діаметром приблизно 70 км. Від центру чаші у південно-східному напрямі відходить схожа на бороду формація довжиною близько 110 км і шириною 10 км. Сателітні кратери відсутні.